# Замок Баллеа
Замок Баллеа (англ. Ballea Castle) — один із замків Ірландії, розташований в графстві Корк. Замок має L-подібний план, два відсіки на три поверхи, підвали, підземелля, оборонні вежі. Більшість забудови датується 1680 роком. Дахи плоскі та похилі, є зубчасті прибудови. Є чавунні водостічні труби. Віконні прорізи квадратні, з вапняковими брилами. Ворота чавунні. Замок був резиденцією родини Годдер до 1900 року. У ХІХ столітті, зокрема, замком володів Френсіс Годдер. Є версія, що замок був побудований кланом Мак Карті, а потім був захоплений родиною Годдер. Рід Годдер англо-саксонського походження, з Йоркширу. Крім того, Годдери мали володіння в графстві Ессекс (Англія). Є записи в історичних джерелах про родину Годдер, що датуються 1220, 1279, 1361 роками. Незважаючи на деякі зміни в екстер'єрі замок зберіг свою історичну забудову і є цінною пам'яткою архітектури. Замок розташований в лісистому районі Овенбой і вдало вписується в навколишній ландшафт.